# 타르고비차 연맹
타르고비차 연맹(폴란드어: Konfederacja targowicka)은 러시아 여제 예카테리나 2세의 지지를 받은 폴란드-리투아니아 연방의 마그나트(대귀족)들이 1792년 4월 27일에 상트페테르부르크에서 결성한 연맹이다. 연맹은 1791년에 4년 의회가 제정한 1791년 5월 3일 헌법에 반대하고 있으며, 특히 귀족의 제특권을 제한하는 사항에 반발하고 있었다. 연맹의 궐기문서는 러시아 제국의 장군 바실리 포포프 및 육군원수 그리고리 포툠킨 공작에 의해서 기초되었다. 연맹의 성명은 1792년 5월 14일, 우크라이나 지방의 타르고비차(Targowica)에서 나왔다. 그 4일뒤, 러시아군은 정식 선전포고를 하지 않은 채 폴란드-리투아니아 공화국 내로 침공했다.
러시아 군과 공동 투쟁하는 타르고비차 연맹군은, 러시아-폴란드 전쟁에서 세임(공화국 의회)과 국왕 스타니스와프 아우구스트 포니아토프스키를 지지하는 공화국군을 타파했다. 결과로서, 국왕은 연맹에 가입하는 것이 불가피했다. 이 승리는 제2차 폴란드 분할을 일으키며, 그리고 공화국을 최종적으로 소멸시킨 1795년의 제3차 폴란드 분할을 준비시키는 것이 되었다. 연맹의 목표의 대부분이 달성되어, 모든 것이 구체제로 회귀한 뒤, 1791년 5월 3일 헌법 헌법도 폐지되었다.
이 연맹에 참가한 사람들에게 지어졌던 "타르고비차닌(폴란드어: targowiczanin, 타르고비차인)"이라는 운명은, 그 후의 폴란드 정치에서의 "어리석은 매국노"를 의미하는 부정적인 명칭으로서 사용되며, 현재에도 사용되고 있다.